# Car Song
«Car Song» es una canción del grupo britpop Elastica. Fue lanzado originalmente en 1995 en el álbum debut. Un año más tarde, fue lanzado como sencillo.
La canción, es sobre una persona que está a punto de tener relaciones sexuales en un coche, recibió críticas positivas. Alcanzó el puesto n.º 33 en las listas de los EE. UU. y en la posición n.º 14 en Canadá.

## Letras
Esta canción fue escrita por la cantante de Elastica, Justine Frischmann. La canción es acerca de practicar sexo en un coche.

## Lanzamiento
Fue lanzado por primera vez en el álbum de Elastica el 14 de marzo de 1995 como el quinto tema del disco. El sencillo en CD fue lanzado en 1996 por Geffen Records. Otra versión de la canción, titulada "Four Wheeling", se incluyó en el álbum de compilación de Elastica, Elastica Radio One Sessions.

## Crítica
Recibió críticas generalmente positivas de los críticos de música. De acuerdo con Stephen Thomas Erlewine, la canción "hace que el sexo en un coche realmente el sonido sexy". Chuck Entertainment Weekly Eddy escribió que "atrevimiento torpe Justine Frischmann de sexo-en-uno-Ford-Fiesta ("Car Song").

## Posicionamiento
En los EE. UU., solo pasó tres semanas en la lista Alternative Songs y alcanzó el puesto nº33 el 23 de diciembre de 1995. También pasó nueve semanas en la lista alternativa de Canadá, alcanzando el puesto nº14 allí.

## Videoclip
Dirigido por Spike Jonze, se ha descrito como un "thriller futurista que combina elementos de Blade Runner y las películas de monstruos japonesas". También es uno de los vídeos más caros de la banda ya que este fue grabado en Japón. En este vídeo no aparece la bajista Annie Holland ya que esta dejó la banda en 1995.

## Listado de canciones
Lanzado en Australia en enero de 1996

### CD sencillo
1. "Car Song" [LP Versión]
2. "Car Song" (Grabado en vivo en Tokio, 11 de julio de 1995)
3. "Bar Bar Bar"
4. "Jam" [II] (Grabado en vivo en Tokio, 11 de julio de 1995)
5. "Gloria" (Grabado en vivo en Tokio, 11 de julio de 1995)